# OpenSNP
OpenSNPは、インフォミーム株式会社が開発するSNSプラットフォーム製品である。

## 歴史
1. 2007年 地方自治情報センター「e-コミュニティ形成支援事業」に採択
2. 2008年 日経地域情報化大賞2008「グランプリ(大賞)」を受賞
3. 2013年 電子国土賞2013「電子国土功績賞」を受賞

## 特徴
メインの開発言語はPHP、データベースはMySQLといずれもオープンソースソフトウェアの上で開発されている。
なおOpenの名を冠しているが、オープンソースではない。
ここでのOpenの意味合いは、Open Social Network Platformという名の通り、ほどよく開かれたソーシャルネットワークを構築するためのプラットフォームという意味である。
| サービス名  | 地域                         |
| ----------- | ---------------------------- |
| ひょこむ    | 兵庫県                       |
| いたまちSNS | 兵庫県伊丹市立伊丹高校情報科 |
| ハマっち！  | 神奈川県横浜市               |
| おのみっち  | 広島県尾道市                 |

またこれらのSNS間を連携させ，共通のIDでログインし複数のSNSからの新着情報やメッセージを一覧表示できるようにしているのが最大の特徴である。